# 腐食疲労
腐食疲労(ふしょくひろう、英: corrosion fatigue)とは、材料が腐食性環境下で繰返し応力を受けることで発生する疲労現象のことである。腐食作用と繰返し応力を同時に受けることで、それぞれが個々に作用した場合に比べて大きな材料損傷を発生させる。

## 特徴
腐食疲労では、腐食作用と繰返し応力を同時に受けることで、繰返し応力のみが作用した場合に比べて大きな強度低下が発生する。金属材料の腐食疲労の代表的な腐食環境としては、塩水中、酸溶液中などがある。全く腐食が発生しないのは真空中であるが、腐食作用が非常に少ないと考えられる乾燥大気中での疲労試験結果と比較して腐食疲労について論じる場合が多い。ただし厳密には、大気中の酸素、水蒸気の影響を受けて疲労強度は低下するので、大気も腐食疲労環境の一つとなる。
腐食疲労による強度低下の具体的な現象としては、鉄鋼のような大気中では疲労限度を持つ材料でも、腐食作用下では疲労限度が消滅して、応力繰返し数106 - 107回の領域でも右下がりの傾向が続くようになる。元々の疲労限度以上の応力、時間強度の領域でも、大気中の結果と比較して少ない応力繰返し数で疲労破壊に至るようになる。このような腐食疲労による疲労強度低下の理論的推定方法はまだ十分に確立していない。また、大気中の疲労では応力の繰返し速度の大小の影響はほとんど見られないが、腐食疲労においては、繰返し速度の大小の影響が大きく表れるようになる。繰返し速度が小さいほど時間強度は低下する傾向を持つ。
同じく腐食環境で発生する破壊現象としては応力腐食割れがある。応力腐食割れは静的な荷重下で発生する現象であるという違いがある。また、もう1つの注意すべき違いは、応力腐食割れは特定の材料と環境の組合せでのみ生じやすいのに対し、金属材料の腐食疲労は特定の腐食環境によらず生じる点である。
腐食疲労が問題となる代表的な箇所としては、油田採掘に用いられるサッカーロッドや、海洋構造物などが挙げられる。

## 歴史
腐食環境により疲労寿命が低下することは古くから知られてきた。第一次世界大戦中には、掃海艇の防雷具の鉄鋼製ケーブルが海水の影響により疲労破壊が悪化することが問題になった。1971年には、B. P. Haighが、アンモニア環境下での黄銅の疲労試験を行い、材料に腐食を与えた後に大気中で疲労させても疲労強度に影響は見られないのに対し、腐食環境下で同時に疲労をさせると疲労強度が大きく低下することを報告した。これが腐食疲労の研究の始まりとされている。
1926年には、D. J. McAdamが、「腐食と繰返し応力の同時作用による損傷」を定義として腐食疲労(corrosion fatigue)という言葉を最初に使用した。また、McAdamによる研究以降、各種の環境下と材料の組み合わせの疲労強度データの集積が行われてきている。